# Roberto Tricella
Roberto Tricella (né le 18 mars 1959 à Cernusco sul Naviglio en Lombardie) est un joueur de football international italien, qui évoluait au poste de défenseur ou de libéro.

## Biographie

### Club
Formé par le grand club de sa province natale de l'Inter, c'est avec le club milanais qu'il fait ses grands débuts en Serie A à pas encore 20 ans le 30 avril 1978 lors d'un nul 1-1 contre le Genoa.
Après deux saisons passées avec la première équipe nerazzurra, il ne joue que cinq matchs en championnats (bien qu'ayant remporté la coupe d'Italie en 1977-78), et décide alors de quitter son club formateur pour rejoindre l'Hellas Verona en Serie B.
En 1981 arrive Osvaldo Bagnoli comme nouvel entraîneur, et commence alors une période positive pour Tricella, devenu titulaire indiscutable et même capitaine de l'effectif, réussissant même l'exploit de remporter le premier titre du club avec le scudetto de la saison 1984-85.
En 1987, il est finalement acheté par la Juventus pour la somme de 4,5 milliards de lires pour prétendre au poste de Gaetano Scirea, vieillissant. 
Il dispute son premier match avec la Vieille Dame en coupe le 23 août 1987 lors d'un succès 3-0 contre Lecce. L'équipe bianconera arrive à la décevante 6e place en championnat et atteint les 16e-de-finale de la Coupe UEFA. La saison suivante, il est souvent titulaire mais l'équipe ne remporte toujours rien avec une 4e place finale. Le premier succès juventino arrive finalement lors de la saison 1989-1990 lorsque le club remporte finalement le doublé Coppa Italia (la seconde de la carrière de Tricella) Coupe UEFA. 
À la fin de la saison, il quitte Turin (après au total 2 buts inscrits en 114 matchs, dont 80 en Serie A) pour un dernier challenge, Bologne. Après cette dernière expérience, il décide de mettre un terme à sa carrière.
Après la fin de sa carrière de joueur, il quitte complètement le monde du football, et repart dans sa province natale pour travailler dans le secteur immobilier.

### Sélection
Tricella possède au total 11 sélections sous le maillot de l'équipe d'Italie, surtout des matchs amicaux (l'Italie, championne du monde en titre, n'avait à l'époque pas besoin de jouer des matchs de qualifications pour le mondial). 
Sa première sélection a lieu le 8 décembre 1984 lors d'une victoire 2-0 contre la Pologne. Il est ensuite sélectionné par Enzo Bearzot dans l'effectif de la Nazionale pour disputer au mondial au Mexique en 1986, mais n'entre pas une seule fois en jeu au cours de la compétition, barré par Gaetano Scirea. 
Sous l'ère Azeglio Vicini, Tricella ne rentre pas dans les plans du sélectionneur, cette fois barré par Franco Baresi. En 1987, il a toutefois l'occasion de remplacer le libéro rossonero, blessé, lors de cinq matchs: 
- Allemagne de l'Ouest - Italie (0-0) (amical joué à Cologne le 18 avril)[5];

- Norvège - Italie (0-0) (amical joué à Oslo le 28 mai)[6];

- Suède - Italie (1-0) (qualifs. pour l'Euro 88 joué à Stockholm le 3 juin)[7];

- Italie - Argentine (3-1) (amical joué à Zurich le 10 juin)[8];

- Italie - Yougoslavie (1-0) (amical joué à Pise le 23 septembre)[9].

Au retour de Baresi de blessure, il ne réussira plus à s'imposer en sélection.

## Palmarès
| Inter Milan - Coupe d'Italie (1) : - Vainqueur : 1977-78. |  | Hellas Vérone - Championnat d'Italie (1) : - Champion : 1984-85. |  | Juventus - Coupe d'Italie (1) : - Vainqueur : 1989-90. - Coupe UEFA (1) : - Vainqueur : 1989-90. |